# 全福 (嘉庆进士)
全福，瓜尔佳氏，内务府满洲正黄旗人，清朝官员。
嘉庆十三年（1808年）戊辰科三甲同进士出身。历任河南陕州直隶州知州等职。
子国祥，曾任内务府造办处六品库掌；孙会雍，同治甲子科举人。